# Дбарва
Дбарва (Дебарва) — торгове містечко в центральній Еритреї, знаходиться за 25 кілометрів на південь від столиці країни Асмари, населення близько 25 тис. осіб. Місто є центром однойменного району в провінції Дебуб («Південна»).

## Історія
В минулому Дбарва була столицею місцевого середньовічного царства Медрі Бахр («Країна моря»), правив у країні Бахр Негус («Король моря»). Португальська експедиція під командуванням Криштована да Гами пробула в Дебарві в 1542 році сезон дощів як гості Бахр негуса. Війська Османської імперії вторглися до Медрі Бахру в 1557 році і декілька десятиліть боролися за контроль над місцевим населенням та сусідніми ефіопськими землями. Врешті-решт, турки отримали контроль над Суакіном, Массавою, Хергіго та найближчими землями, але час від часу влаштовували рейди до районів Богос, Хамасієн та Хабаб.
Місто зазнало великої шкоди від епідемії тифу в 1893 році, яка трапилася відразу після Великого голоду (1888–1892). Французький сучасник описав Дебарву як «знищену», все що залишилося від колись процвітаючого міста це «невелика купа каменів, майже повністю зруйнована церква і кілька жалюгідних халуп».

## Населення
Переважна більшість населення Дбарви розмовляє мовою тигринья. Більшість мешканців належать до Еритрейської православної церкви.